# 李仲生
李仲生（1912年11月11日—1984年7月21日），出生於廣東韶關，1984年於臺灣辭世，畢生致力於藝術創作與藝術教育的藝術家。1957年間，8位年輕畫家(李元佳、吳昊、蕭勤、霍剛、歐陽文苑、夏陽、陳道明、蕭明賢)等人，到李仲生位於台北安東街地下室的畫室，向李仲生學習現代藝術之後成立了「東方畫會」，因而被視為台灣現代藝術的先驅，也是台灣現代藝術的代表性人物。

## 生平

### 早年生活
1912年11月11日，李仲生出生於廣東省韶關地區；他是家中四個子女第三個出生者。他的父親是李汝梅（字友仁），是一位擅長書畫的清朝進士；母親是黎錦文，喜好中國傳統文學，能文善詩。童年時，李仲生喜歡塗鴉，從小嶄露聰慧早熟深受父親喜愛，家中經濟富足深受藝術氛圍中成長。
1920年，李仲生八歲進入韶關市一所天主教慈幼會的天主教會所開辦的勵群小學就讀。
1924年，李仲生自小學畢業，進入同一所天主教會所開辦的勵群中學就讀，並習得基本寫生技巧，同時跟隨父親學習國畫及書法等水墨的基本技巧，自始李仲生逐漸領悟並跳脫孩童時期單純的塗鴉行為，受父母薰陶，累積深厚東方文化底蘊。
1929年，李仲生前往廣州，並在次年進入廣州市立美術學校西洋畫科就讀；當時，他鑽研素描，並專注於人體速寫。後來，在堂兄李贊卿鼓勵下，他決定前往上海美術專科學校附設繪畫研究所研習。並且在此期間，受教於留日畫家關良，對李仲生繪畫線條運用有所啟悟。
1931年底，李仲生在前往西湖寫生時結識油畫家太田貢及田板乾二；在他們的鼓勵下，他決定前往日本學習。

### 赴日學習
1932年春，李仲生在王濟遠引薦下加入剛成立不久的美術團體「決瀾社」（該社以提倡現代藝術為成立宗旨，並由龐薰琹 、王濟遠、關良、倪貽德等創立），並參與其首次聯展。此後，李仲生也曾參與「中華獨立美術協會」（由梁錫鴻、李東平、趙獸等創立）。當時，李仲生專研於新立體主義風格。
1932年秋，在「決瀾社」畫展結束後，李仲生同梁錫鴻自上海匯山碼頭乘輪船「諏訪丸」前往日本。抵達後，李仲生先入東亞高等預備學校日文專修科學習日文，同時在川端畫學校繼續精進素描。
1933年春，李仲生考入日本大學藝術系西洋畫科，並於隨後接受中村研一等教授之指導。不久，李仲生偶遇「東京前衛美術研究所」招生廣告並隨即報名成為其夜間部學生；此後，他在該校深受東鄉青兒、阿部金剛、峰岸義一、藤田嗣治等教師影響。同年，李仲生也前往東京府美術館參觀「巴里―東京進行美術展」，並在展中受達利、米羅、馬格利特、蒙德里安、杜象、康丁斯基、卡拉、基里訶、畢卡索等人作品啟發，體會達達主義、抽象表現主義、超現實主義、形而上自然主義、立體主義等前衛藝術精神。 李仲生獲入選日本美術展覽會並獲得「無監查」榮譽稱號。李仲生在東京前衛美術研究所深受起發，藤田嗣治的逆向教學法，影響李仲生日後返臺教授繪畫的方法。
1934年，李仲生獲日本外務省頒與「選拔公費獎學金」三年。 在同年以〈盛裝〉油畫作品正式入選日本春陽會展，並在同年秋天以〈構成〉獲選二十一屆日本二科美術展覽會。不同展覽，兩幅不同作品，展現李仲生在求學過程不同風格的創作手法。〈盛裝〉受到中村研一的影響，屬於傳統學院寫實技法，〈構成〉則是受到東京前衛研究所的啟發，銜接當時世界的藝術潮流，融入了超現實的情境。
1935年，李仲生應邀加入前衛美術團體「東京黑色洋畫會」。
1937年3月，李仲生自日本大學藝術系西洋畫科畢業，並獲頒文學士學位。不久，中國抗日戰爭爆發，李仲生也返國任教於廣州仁化縣立中學，並隨後投身部隊。

### 擔任教職授藝
1942年，李仲生在重慶國立藝術專科學校擔任講師，並與方幹民、李可染、關良、鄧白等人成為同事。
1945年，參加由趙無極策劃的「中國現代繪畫展覽」，在重慶國立博物館展出。 同時展出作品者包括林風眠、方幹民、關良、龎薰琹、吳大羽、丁衍庸及趙無極，均為追求創新、突破傳統的現代派畫家。
1946年，國立藝術專科學校遷校杭州，李仲生於當年8月1日被續聘為該校教授，但不久即因病離職。1948年8月，李仲生出任廣州市立藝術專業學校教授至1949年5月8日止。 
1949年後期，李仲生隨國民政府遷居臺灣，並進入臺灣省立臺北第二女子中學擔任美術教師，同時與何鐵華、黃榮燦等結識。
1950年代初期，李仲生開始透過大量文字論述傳播其西方現代主義繪畫觀念及理解。
1950年起，李仲生與黃榮燦、劉獅、朱德群、林聖揚等在臺北市漢口街成立「美術研究班」，並親自於班上教授「美術概論」；當時，其學員有吳昊、夏陽等人。
1951年夏，政工幹部學校在北投復興崗創校，李仲生受劉獅邀請入該校任教。
1950年至1955年間，李仲生也發表大量文字作品於《聯合報》、《中華日報》、《台灣新生報》及《新藝術》、《文藝月報》、《技與藝》、《文藝春秋》、《中國一週》等報章及雜誌。
1955年，李仲生遷居彰化八卦山山腳，並任教於台灣省立彰化女子中學。
1956年起至1981年，李仲生繼續在《聯合報》、《民族晚報》、《徵信週刊》、《藝術家》等發表達近百篇文章，以評論並介紹藝術相關資訊。
1984年7月21日14時40分，李仲生因肝硬化及大腸癌逝世。

### 教學特色
李仲生的教學思想以「精神傳精神」及「尊重個性」兩者為最人稱道。「精神傳精神」採一對一個別指導，傳授前衛創作觀念。以現代美術思潮及佛洛依德思想為引，運用思想及邏輯啟發，培養學生獨立思考。「尊重個性」則為尊重學生本體與個性，不更改學生作品，使學生充分發揮。李仲生深知讓學生看到老師的作品會引起學生模仿老師風格而忽略自己的潛能和本質創作，因此極力要求學生拋掉束縛。

### 學生與東方畫會
李仲生的前衛教學能廣為人知，與其教授的學生們的「東方畫會」息息相關。李仲生的學生歐陽文苑在1953年想籌組畫會，李仲生因友人的遭遇十分反對。1957年學生籌備第一屆畫會時擬好稿子至彰化請李仲生過目，仍無法得到老師的肯定。雖然李仲生始終未參與畫會籌組過程與展出，但畢竟是自己一手調教的學生，學生們也認定李仲生為現代藝術的精神導師。包括歐陽文苑、霍剛、蕭勤、李元佳、陳道明、吳昊、夏陽及蕭明賢等八位，是最早一批共同接受李仲生啟迪的學生。儘管不願意接受學生籌辦畫會，仍於此年間大量投稿文章、評論，使社會能廣泛接受現代藝術思潮及畫會團體等藝文活動。

## 畫展與殊榮
1934年日本春陽會展展出作品〈盛裝〉、日本二科會第九室展覽展出作品〈構成〉
1935年第二十二屆日本二科會免審查入選展出作品〈靜物〉、東京「黑色洋畫會」展出
1936年第二十三屆日本二科會展覽展出作品〈逃亡之鳥〉
1937年第十五屆黑色洋畫展展出六件超現實風格油畫作品、第二十四屆日本二科會展覽展出作品〈小孩的肖像〉，因返回故鄉未出席展覽
1945年參加重慶「現代繪畫聯展」
1946年參加重慶「獨立美展」
1951年臺北舉行「現代繪畫聯展」，中山堂展出，韓國大使李範奭在此展中收藏李仲生油畫一件
1965年參加義大利舉行「中國現代畫展」
1979年擔任第三十四屆全省美展油畫部評審委員，提供油畫作品〈色彩的交響〉參展
並舉辦首個個人畫展，且為人生中唯一的個展
1980年提供作品〈瑞〉參加「當代畫家聯展」於國軍藝文活動中心展出
1982年榮獲中華民國第十九屆「繪畫教育類」金爵獎，並受邀文建會舉辦之「年代美展」，提供兩幅油畫作品參展。
1984年擔任臺北市立美術館「中國現代繪畫新展望」首席評審委員，並撰寫專輯序文〈中國現代繪畫運動的回顧與展望〉

### 人生唯一個展
1979年，李仲生六十八歲，從彰化女中退休後，受到學生李錫奇、朱為白熱情邀約在臺北「版畫家畫廊」舉辦個展。鮮少出現在大眾面前的李仲生舉辦展覽引起美術圈討論。「龍門畫廊」負責人暨畫家的楊興生多次拜訪，並且感動了李仲生，有如尋獲知音。首次，且唯一一次的整體性個展，展出作品以年代區隔。版畫家畫廊以七十年代以前創作的油畫為主，龍門畫廊則著重七十年代後的紙上、油畫小品。

## 畫作風格
李仲生的繪畫特色融合了超現實畫派與佛洛伊德潛意識理論，畫面構成及線條具有東方、書法線條，源自自發性的心性抒發。線條及色彩在畫面纏繞，具有韻律感及脈絡節奏。
|  | 「精神空間」之有無充實與否，原為衡量現代繪畫之是否具有藝術性的「真實性」的重要標準之一。 |

## 語錄
- 「現代繪畫？把精神的基礎放在第一位，技術的基礎放在第二位，或至少得對精神的基礎及技術的基礎同時重視，而後這幅畫才有價值的存在。」[1]
- 「像別人有用嗎？每個學生都應該當他自己，像我就更沒用了。」[1]
- 「主要的方法是拿著筆不想什麼，不在一張畫裡要求得到什麼，完全自由放鬆的去畫。換句話說，在初步的階段，根本不預期要得到什麼，然後才可以得到什麼。」[1]

## 外部連結
- 李仲生現代曲 - ntmofa.gov.tw
- 李仲生 - 文化部國家文化資料庫 （页面存档备份，存于）
- 李仲生藝術家簡歷- 羅芙奧藝術集團